# Polski Kontyngent Wojskowy na Islandii
Polski Kontyngent Wojskowy w sojuszniczej misji wsparcia islandzkich zdolności czasu pokoju w zakresie dozoru przestrzeni powietrznej oraz przechwytywania celów powietrznych w Republice Islandii (PKW Islandia) – wydzielony komponent Sił Powietrznych, przeznaczony do ochrony przestrzeni powietrznej Islandii, rotacyjnie od 2021 roku.

## Historia
Ze względu na brak sił zbrojnych – w tym także sił powietrznych – Islandia nie jest w stanie samodzielnie nadzorować swojej przestrzeni powietrznej, w związku z czym do 2006 zadania w tym zakresie prowadziła wydzielona jednostka US Air Force. Po jej wycofaniu władze Islandii wystosowały wniosek do NATO o przejęcie odpowiedzialności za ochronę strefy powietrznej, zaaprobowany przez Radę Północnoatlantycką i w 2008 roku została ustanowiona misja nadzoru powietrznego Icelandic Air Policing. W odróżnieniu od Baltic Air Policing kontyngenty NATO nie pełnią stałych dyżurów, a jedynie stacjonują rotacyjnie 3-4 razy do roku, na 3-4 tygodniowe zmiany po 4-8 samolotów. Miejscem stacjonowania kontyngentów jest Port lotniczy Keflavík.
W 2010 w operacji Icelandic Air Policing miały wziąć udział polskie F-16 Jastrząb, jednak ze względu na kryzys gospodarczy zrezygnowano z wysłania tych myśliwców na Islandię. Miała być to pierwsza misja bojowa polskich Jastrzębi, jednakże debiut zagraniczny nastąpił w 2016 w ramach PKW OIR Kuwejt, a w roku następnym F-16 skierowano także do PKW Orlik.
Ostatecznie do użycia Polskiego Kontyngentu Wojskowego na Islandii doszło dopiero w 2021 na podstawie postanowienia Prezydenta RP z 30 lipca 2021. Zadania kontyngentu, oprócz Icelandic Air Policing, obejmują zakres Air Surveillance and Interception Capability to meet Iceland’s Peacetime Preparedness Needs (ASIC IPPN) w ramach Zintegrowanego Systemu Obrony Powietrznej NATO (NATO Integrated Air and Missile Defence System, NATINAMDS), czyli:
- ochronę przestrzeni powietrznej Islandii,
- udzielanie pomocy załogom samolotów,
- ochronę wojska i ludności cywilnej przed atakami z powietrza
- utrzymywanie ciągłości szkolenia poprzez loty treningowe[3].

Komponent lotniczy PKW Orlik stanowią 4 samoloty F-16 Jastrząb z 2 Skrzydła Lotnictwa Taktycznego, z czego 2 są w ciągłej gotowości bojowej. Komponent lądowy tworzy personel techniczny, nawigatorski, logistyczny, administracyjny i łącznościowy z różnych jednostek sił powietrznych oraz strzegący bezpieczeństwa bazy żandarmi i oficerowie kontrwywiadu. Podczas misji kontyngent podlega Combined Air Operations Centre w Uedem (CAOC UE) znajdującego w Niemczech, wchodzącego w skład Allied Air Command w Ramstein, który na czas polskiej zmiany współpracuje z Dowództwem Operacyjnym Rodzajów Sił Zbrojnych.

### Zmiany
| Zmiana | Początek misji | Początek dyżuru | Koniec dyżuru | Koniec misji | Dowódca          | Samoloty | Wystawiająca | Liczebność | Postanowienie o użyciu  |
| ------ | -------------- | --------------- | ------------- | ------------ | ---------------- | -------- | ------------ | ---------- | ----------------------- |
| I      | 05.08.2021     | 06.09.2021      | 27.09.2021    | 01.10.2021   | ppłk Michał Kras | 4 F-16   | 32 BLT       | 140        | M.P. z 2021 r. poz. 714 |